# Pachythone lateritia
Pachythone lateritia is een vlindersoort uit de familie van de prachtvlinders (Riodinidae), onderfamilie Riodininae.
Pachythone lateritia werd in 1868 beschreven door H. Bates.